# スカイ・クロラシリーズ
スカイ・クロラシリーズ（Sky Crawlers series）は、森博嗣の小説『スカイ・クロラ』を含む、長編5作・短編集1作からなる小説シリーズである。2007年6月時点でシリーズ累計部数は50万部を突破している。
『スカイ・クロラ』を原作とするアニメーション映画『スカイ・クロラ The Sky Crawlers』、同作と『スッキリ!!』のコラボレーションアニメ作品『スッキリ!!・クロラ The Sukkiri Crawlers』、ゲーム作品『スカイ・クロラ イノセン・テイセス』についても本項で記載する。

## シリーズ概要
現実とはやや違う世界を舞台に、民間軍事会社 (PMC) の戦闘機パイロットをする人間が主人公の作品。物語の背景に戦争がありながら政治背景や戦況に関する説明はほとんどなく、終始淡々とした「僕」を語り手として物語は進んでいく。戦争と並んで「キルドレ」と呼ばれる存在が物語に大きく関わるが、その詳細は謎に包まれたまま、登場人物の意見が断片的に提示されるだけである。登場人物の名前は日本人風であるが、それ以外に日本を感じさせる要素は排除されている。日本という国名もその地名も登場せず、作中の食事のメニューもステーキやパイなど、特定の国との関わりを連想させないものに限られている。
シリーズは短編集を含め全6巻。ハードカバー、ノベルス、文庫が中央公論新社より刊行されている。ノベルス版の挿絵は鶴田謙二。
『スカイ・クロラ』は、刊行順では最初だが、作中の時系列では最後にあたる内容であり、時系列順に並べると『ナ・バ・テア』『ダウン・ツ・ヘヴン』『フラッタ・リンツ・ライフ』『クレィドゥ・ザ・スカイ』『スカイ・クロラ』の順になる。また、文庫版の帯もこの順番でスカイ・クロラシリーズを紹介している。筆者によれば、「第1巻は『ナ・バ・テア』ですので、これから読むのが普通」と言うことだが、「どの巻から読んでも差し支えは無い」とも語っている。
2017年2月、『スカイ・クロラ』の英語版を「The BBB」から刊行。巻末には、「『スカイ・クロラ』についての森博嗣氏インタビュー」を収録。購入者特典として、インタビューの日本語版も、The BBBにて配布されている。

### 用語
戦争法人（戦争請負会社）
この世界で戦争を代行する会社組織で、主人公もここに所属している。いわゆる民間軍事会社（PMC）であり、多数の航空部隊と自社専用の基地を運用している。作中の台詞から、会社内部に戦闘機の開発部門を有していることがうかがわれ、実態は大規模な軍産複合体のようでもある。
原作では『戦争法人』という名称だったが、映画では『戦争請負会社』に変更され、『ロストック』や『ラウテルン』など社名も登場した。
原作・映画ともに国家が編成する『正規軍』は登場せず、会社同士の戦闘に終始している。また、原作では会社間で人材の引き抜きが行われていることが示唆されている。
航空戦力以外を保持しているかは不明。
キルドレ
思春期を過ぎてから成長が止まり、永遠に生き続ける存在。原作では新薬の実験で偶然誕生したとされるが、それ以上の医学的な説明はなく、映画中でも詳細については殆ど言及されていない。寿命以外の点で肉体的に通常の人間と異なる点はなく、性交や妊娠の能力も有する。
彼らの大半は、その能力を生かし『戦争法人』で戦闘機パイロットになるか、『宗教法人』という名称の団体に入るという。
病気や怪我がなければ寿命がないとされるが、通常の人間とは違う時間感覚や記憶を持ち、精神的に不安定な状態に陥る者もいるようである。
『プッシャ』と『トラクタ』
実際に使われている航空機用語。プッシャは推進式プロペラ機、トラクタは牽引式プロペラ機とも言う。前者はエンジンの後方に、後者は前方にプロペラを配置した航空機である。利点などの詳細はリンク先を参照。
現実世界ではわずかな例を除いて牽引式であるが、作品世界では逆に推進式が主流になっている。
主人公たちの搭乗機として『散香』など多数の推進式戦闘機が登場する一方、ティーチャのように、少数派になりつつある牽引式に愛着を示す人間も存在するようである。

### 各巻概要
スカイ・クロラ The Sky Crawlers
新しい基地から移って来たカンナミが、何度か出撃を重ねながらも淡々と日々を過ごしていく様子が描かれる。
ナ・バ・テア None But Air
作中の時系列では最も古い作品。クサナギとティーチャの出会いが描かれる。
ダウン・ツ・ヘヴン Down to Heaven
ティーチャが去った後、その優秀な戦績から次第に会社の広告塔へと祭り上げられていく中、あくまで空に留まりたいと、苦悩するクサナギの姿と、ティーチャへの想いが描かれる。
フラッタ・リンツ・ライフ Flutter into Life
淡々と日々を過ごしながらも、あるきっかけで『キルドレ』とクサナギの秘密を知ってしまうクリタをめぐる物語。
クレィドゥ・ザ・スカイ Cradle the Sky
病院から脱走した『僕』の逃避行と、『僕』をかくまう女達を描く。キルドレという存在について初めて詳しく描写されている。
スカイ・イクリプス Sky Eclipse
短編集。主人公や時系列に統一性はない。シリーズを側面から補完するストーリーが展開される。

## 登場人物

### スカイ・クロラ
函南 優一（カンナミ ユーヒチ）
本作の語り部であるエースパイロット。一人称は『僕』。
欠員した栗田 仁郎（クリタ・ジンロウ）の補充要員として転属してきた。
原作では無駄弾を撃たないという現実的なポリシーを持つ一方、ドッグファイト時の決め手として、ストールターンを好んで使うなど両極端な戦闘スタイルのようである。
映画版では転属以前の記憶がほとんど無いが、原作では転属前の任務内容や仲間など、断片的な記憶が残っている。
草薙 水素（クサナギ スイト）
かつてエースパイロットとして高名だった基地の女性指揮官。一人称は『私』。
ノベルスのイラストではベリーショートであるが、映画版ではおかっぱ頭に変更されている。
彼女の迎える結末は原作と映画版で大きく異なる。
土岐野 尚史（トキノ ナホフミ）
函南の同僚で同室のパイロット。人当たりがよく女好き。2気筒のオートバイを所有している。
湯田川 亜伊豆（ユダガワ アイズ）
函南の同僚のパイロット。髪の毛が真っ白で、小さなレンズの眼鏡をかけている。
映画版では眼鏡はかけておらず、読み終わった新聞を丁寧に折り畳む癖がある。中盤で「ティーチャ」に遭遇し撃墜される。
篠田 虚雪（シノダ ウロユキ）
函南の同僚のパイロット。基地にいる4人のパイロットの内で最古参。非喫煙者で口数は少なく暗い風貌、いつも長袖の黒服を着ている。
映画では前髪を後ろに撫でつけており、服装は他のパイロットと変わらない。
笹倉 永久（ササクラ トワ）
腕の良い整備士。整備の傍ら、（しばしば無許可で）機体の改造や過給器などの自作をしている。草薙と古くから交友がある。
原作では草薙と同年輩の男性だったが、映画では中年の女性に変更されている。
フーコ
町の郊外にある娼館でパイロット達の相手をする娼婦。
ピンク色（映画版では紺色）の短髪で胸にフクロウの入れ墨がある。ハスキィな声が特徴。
クスミ
フーコと同じ娼館で働く女性。土岐野の馴染み。
草薙 瑞季（クサナギ ミズキ）
草薙水素の妹。パイロット達の間では『水素の子供』ではないかと噂されている。
三ツ矢 碧（ミツヤ ミドリ）
草薙の部隊が移動した基地にいる女性のエースパイロット。キルドレであることについて悩み、文献を読んで調査をしている。
山極 麦朗（ヤマギワ ムギロウ）
草薙の部隊が移動した先の基地の男性司令官。
鯉目（コイメ）兄弟
山極の部下のパイロット。新技（アラギ）と彩雅（サイガ）。どちらが兄かは不明。
本田（ホンダ）
海沿いにある観測所の所員。草薙とは面識があり、基地へ向かう爆撃機を見逃した事で抗議に来た草薙を制止しようとする。
合原（アイハラ）
映画のみ登場。湯田川が撃墜されたあとに配属されたパイロットで、湯田川とそっくりな風貌と手癖をもつ。

### ナ・バ・テア
草薙 水素（クサナギ スイト）
キルドレである女性パイロット。自分を『僕』と呼ぶ。口調は『スカイ・クロラ』と比べるとやや激しい。コールサインはブーメラン。地上では笑うことは無く、空を自由に飛ぶことに執着している。
感情に乏しいが、他のパイロットと同様にティーチャを尊敬・敬愛しており、彼と同じ部隊に配属されたことを純粋に喜んだ。搭乗機の整備を担当している笹倉と親しい。
ティーチャ
キルドレではない『大人』の男性パイロット。本名は明かされておらず、常にコールサインで呼ばれている。本来のコールサインは本人の弁によれば『チータ』だったという。会社において永らくエースとして名を馳せるほどの優れた空戦技術を持つが、既に旧式化したトラクタ機に執着がある。草薙のある種の敬意に気づいているが、人付き合いを好まない傾向がある。
機体のカウリングに施す反射防止の黒塗りを、猫（もしくはコールサイン通り『チータ』）の顔に見えるよう加工している。
ティーチャの名の由来は、コールサインの『チータ：CHEETAH』のCとTを入替えて『ティーチャ：THEECAH』となったとされる。
笹倉（ササクラ）
腕の良い整備士。草薙の乗機を担当し、後にティーチャの担当にも抜擢される。草薙とは以前に所属していた基地以来の知り合いで、同時に転属してきた。
比嘉澤 無位（ヒカザワ ムイ）
女性パイロット。作戦後の欠員を補充するため、栗田と共に草薙のいる基地に配属になった。コールサインは『クリスマス』。ティーチャに強い敬愛の念をみせていたため、草薙は軽い懸念を覚える。パイロットには珍しく非喫煙者。
甲斐（カイ）
会社の上司。女性。本部の人間だが明確な所属は不明。女性でありキルドレでもある草薙がエースとして頭角を現した事について、指揮官の地位を用意すると話すなど、理解を示す一方で草薙を『兵器』と呼んだ。
薬田（クスリダ）
草薙の所属する基地のパイロット。キルドレであるかは不明。他のパイロット等と同様に、草薙に関心をみせる面がある。
合田（ゴウダ）
クサナギの所属する基地の司令官。
辻間（ツジマ）
パイロット。草薙の同僚。キルドレであるかは不明。比嘉澤と栗田が来る前の戦闘で戦死した。草薙はインテリ風と感じていた。
栗田（クリタ）
辻間の戦死後、比嘉澤と共に赴任してきた。名前のみの登場。下の名は不明。『スカイ・クロラ』に名前のみ登場する『クリタ・ジンロウ』と同一人物かは明記されていない。
相良（サガラ）
草薙が訪れた病院の医者。『クレィドゥ・ザ・スカイ』に登場する『サガラ・アオイ』の親戚かは不明。草薙がキルドレであることを知っている。

### ダウン・ツ・ヘヴン
草薙 水素（クサナギ スイト）
空を自由に飛ぶことに執着しており、それ以外の事には基本的に関心を持たない。ある戦闘で負傷し、甲斐に促されるまま、一時パイロットの育成のため講師の真似事をする。その後、本社で甲斐の上司であるカヤバと面会し、ティーチャとの再会を敵として果たす。
ティーチャ
キルドレではない大人のパイロット。クサナギの元上司。
笹倉（ササクラ）
腕が良い基地の整備士。ティーチャとの空戦のために、基地から出向いてくる。
甲斐（カイ）
会社の上司。本社の情報部に所属する女性。エースパイロットであるクサナギを、会社の広告塔として活動させる。
函南（カンナミ）
クサナギが入院した病院で出会った入院中の少年。キルドレである。頭部に包帯をしていて、記憶がほとんど無い。飛行機をまた操縦できるかを心配していた。後に、クサナギが講師をした部屋に彼もいた。その晩、カンナミはクサナギに、自分がよく見る夢を聞いてもらえる事を望む。その夢の内容は、『スカイ・クロラ』冒頭において、カンナミが見る夢と、ほぼ同一のものだった。
比嘉澤（ヒカザワ）
甲斐の部下。戦死した、ヒカザワ・ムイの弟。クサナギに会うために情報部へ志願した。姉と違ってキルドレではない。
杣中（ソマナカ）
YA新聞社の記者。キルドレの取材をしている。クサナギのファンを自称する。
萱場（カヤバ）
甲斐の上司。ティーチャの古くからの友人で、ティーチャの依頼によりクサナギと会う場所を用意した。

### フラッタ・リンツ・ライフ
栗田　仁郎（クリタ ジンロウ）
クサナギの部下でキルドレのパイロット。自分を『僕』と呼ぶ。コールサインは『デッドアイ』。記憶力が若干乏しい描写がある。土岐野と共に作戦に出ることが多く、敵機を撃墜した日はフーコの元へ出かける。些細な縁からサガラと知り合い、あることがきっかけでクサナギとキルドレの秘密を知る。
草薙 水素（クサナギ スイト）
女性エースパイロット。自分を『私』と呼ぶ。階級は大尉。サガラの幼馴染。妊娠経験により、キルドレではなくなったと、クリタに告げる。
草薙 瑞季（クサナギ ミズキ）
クサナギの妹。クサナギの母親の葬儀で、クリタと出会う。
土岐野 尚史（トキノ ナホフミ）
パイロット。クリタの同僚で、同室で寝泊まりしている。クスミの馴染客。
笹倉（ササクラ）
基地の整備士。腕が良い。会社に内緒で新しいエンジンを開発したり、パイロットに無断で機体に改造を施したりする。
ティーチャ
クサナギの元上司。機体のボンネットには黒猫のマークが描かれている。
甲斐（カイ）
会社の上司。本社の情報部に所属する女性。クサナギの元を度々訪ねる。
杣中（ソマナカ）
YA新聞社の記者。キルドレの取材をしている。クサナギのファンを自称し、クリタに接触する。
フーコ
娼婦。クリタのことを優しいと言う。
クスミ
娼婦。フーコと同じ娼館の女性。トキノのお気に入り。

### クレィドゥ・ザ・スカイ
『僕』
本作の語り手。具体的に誰であるかは明言されないが、パイロットであり、自分を『僕』と呼ぶ。ラフな場外着陸により怪我をして入院していたが、脱出してフーコの元へ、次いでサガラの元へ行く。記憶の一部を喪失しているが、特定の人物は記憶している。頻繁にクサナギの幻覚を見る。幻覚のクサナギに殺されるのを幸せと感じた。物語の進行と共に、記憶が薄れてゆく。
草薙 水素（クサナギ スイト）
女性指揮官。エースパイロットとして高名なキルドレ。『僕』の幻覚のみに現れる。ソマナカの談では戦死したとされた後、復帰している。
相良 亜緒衣（サガラ アオイ）
生物医学学者。クサナギの幼馴染。キルドレのある秘密を知り、それが原因で父と兄は連行され行方不明になった。以前『僕』に銃を向けたことがある。『僕』の入院中に連絡先を教え、何かを注射した。病院へ戻らず逃亡している『僕』を匿い、味方の下へ導く。『僕』へ、「あなたはキルドレに戻った」と告げる。
フーコ
娼婦。病院を脱走した『僕』から連絡をもらい、しばらく行動を共にする。
杣中（ソマナカ）
YA新聞社の記者。復帰したクサナギ大尉を別人と断定し、エピローグに登場する『僕』をクサナギに似ていると言った。彼は、『僕』をカンナミと呼んだ。
甲斐（カイ）
会社の上司。本社の情報部に所属する女性。サガラの仲間の下で空戦に至った『僕』の下に現れる。
ハヤセ
心理学者。サガラの知人。『僕』にいくつかの質問をする。

## 登場兵器
ジェットエンジンや小型機向けのターボチャージャーの開発が難航しているという設定。機体は全てレシプロ機であるが、現実では主流となりえなかった推進式の航空機が多数存在する。
単発単座戦闘機の散香にもレーダーが搭載されているなど、アビオニクスはレシプロ機が第一線で活躍していた現実世界の第二次世界大戦時よりも進化している。
映画版では壁掛け薄型テレビ、携帯ゲーム機、デジタルムービーカメラ、冷凍食品、対空レーダー、プローブアンドドローグ方式空中給油機、アングルドデッキ方式の原子力空母などが登場しており、航空機エンジン以外の文明の水準は現実の2010年代と大差無い描かれ方をしている。また医療・生物関連については、「キルドレ」を作り出すなど現実世界よりも進歩しているようである。

### ロストック機
命名規則は漢字（振り仮名は全てカタカナ）二文字の後に『Mk-B』など改良を表す英数字。映画版の機体デザインには、第二次大戦中の旧ドイツ軍機的な要素が散見される。
散香に関しては、ロストック社製と言及されているが、その他については不明。
散香（サンカ）
主力の推進式エンテ型戦闘機。液冷直列8気筒エンジンを搭載し、軽快な運動性と上昇力を強みとする。作中では制空、迎撃、護衛、偵察など様々な任務に投入され、多くの改良型が登場する。視界がよく、ノベルスのイラストでは現代的な枠の少ない涙滴型キャノピーで描かれている。
映画では二重反転プロペラに変更され、メッサーシュミットBf109のような角張った形状のキャノピーを持つ。全体的な外観が旧日本海軍の震電と似ているが、設定資料集によれば実際に飛びそうな単発単座のプッシャ機を模索した結果である。映画公開後に、秋山工房から映画版Mk-Bの1/2スケールモデルが390万円で受注生産された。
染赤（ソメアカ）
双発の推進式エンテ型戦闘機。スカイ・クロラでは三ツ矢らが所属する基地の主力機、ナ・バ・テアでは正式採用前、フリッタ・リンツ・ライフでは小型爆撃機・地上攻撃機として使われている。散香よりも上昇力、上昇限度が優れ、航続距離も長い。
映画では前進翼で、散香とは違い胴体に垂直安定板を持つ。
泉流（センリュウ）
推進式の無尾翼偵察機。マークEはタンデムの複座。軽量で高速なのが特徴だが、既に旧式で基地間の移動手段として登場する。
映画では三胴機で、後部座席は後ろ向きになっている。中央胴体後部に二重反転プロペラをもち、前部には大柄な八木アンテナが4つ前方に突き出している。
翠芽（スイガ）
牽引式の単発戦闘機。空冷21気筒エンジンを搭載し、速力、上昇力、火力に優れるが航続距離がやや短く、低速旋回がやや苦手。ナ・バ・テアでは主力戦闘機であるが、会社の方針転換で散香に主力の座を譲る。
鈴城（スズシロ）
名前のみ登場した爆撃機。映画版ではHe177に酷似した形になっている。
紫目（ムラサキメ）
双胴の大型爆撃機。分厚い主翼が特徴。
填鷲（テンガ）
映画版のみ登場。全翼に六発の推進式というYB-35に酷似した大型爆撃機。
空中給油機（名称不明）
映画版のみ登場。三発の飛行艇で給油方式はプローブアンドドローグ方式である。

### ラウテルン機
命名規則は英単語の後に「J2」など改良を表す英数字。映画版の機体デザインには、第二次大戦中の米英戦闘機的な要素が散見される。
開発元は不明だが、「スカイ・クロラ イノセン・テイセス」も含めると双発、双胴機の割合が多い。
スカイリィ
牽引式の戦闘機。J2がティーチャの乗機として登場する。ダウン・ツ・ヘヴンでは「空冷エンジンでガル翼」の「翠芽に似た」戦闘機がティーチャ機として現れるが、これがスカイリィなのかは不明。
映画では液冷エンジンで、二重反転プロペラやターボチャージャーらしき機構が装備されている。主翼は途中から緩い上反角がついており、武装はモーターカノン1門と翼砲4門。
イノセン・テイセスでは「D」が登場。
レインボウ
スカイ・クロラで函南が最初に交戦した推進式の双発戦闘機。低速での速度は散香に勝るが旋回性能は劣る。
映画では通常型の双尾翼機。
フォーチュン
スカイ・クロラで函南の基地を空襲した爆撃機。
映画では双尾翼の推進式6発機。
クロアサン
フラッタ・リンツ・ライフで登場する6発の全翼機。両翼端に旋回銃塔がある。

## 既刊一覧
単行本
すべて中央公論新社より出版。透明なカバーを採用している。
- スカイ・クロラ The Sky Crawlers　（2001年、ISBN 4120031586）
- ナ・バ・テア None But Air　（2004年、ISBN 4120035417）
- ダウン・ツ・ヘヴン Down to Heaven　（2005年、ISBN 4120036448）
- フラッタ・リンツ・ライフ Flutter into Life　（2006年、ISBN 4120037398）
- クレィドゥ・ザ・スカイ Cradle the Sky　（2007年、ISBN 4120038408）
- スカイ・イクリプス Sky Eclipse　（2008年、ISBN 4120039447）

ノベルス
すべてC★NOVELSより出版。表紙の登場人物や機体のイラストは、映画版と若干異なっている。
- スカイ・クロラ The Sky Crawlers　（2002年、ISBN 4125007810）
- ナ・バ・テア None But Air　（2004年、ISBN 412500871X）
- ダウン・ツ・ヘヴン Down to Heaven　（2005年、ISBN 412500921X）
- フラッタ・リンツ・ライフ Flutter into Life　（2007年、ISBN 4125009864）
- クレィドゥ・ザ・スカイ Cradle the Sky　（2007年、ISBN 412501003X）
- スカイ・イクリプス Sky Eclipse　（2008年、ISBN 4125010579）

文庫
すべて中公文庫より出版。カバーは単行本に準じた単色のデザインと、映画版のイラストを採用した2種類が存在する。
- スカイ・クロラ　（2004年、ISBN 4122044286）
- ナ・バ・テア　（2005年、ISBN 4122046092）
- ダウン・ツ・ヘヴン　（2006年、ISBN 4122047692）
- フラッタ・リンツ・ライフ　（2007年、ISBN 4122049369）
- クレィドゥ・ザ・スカイ　（2008年、ISBN 4122050154）
- スカイ・イクリプス　（2009年、ISBN 4122051177）

英訳版
すべてThe BBBより出版。Lulu・Amazon・Apple・Koboなどの電子書店で購入可能。
- The Sky Crawlers: Prologue, Episode 1（2016年）
- The Sky Crawlers: Episode 2, Episode 3（2016年）
- The Sky Crawlers: Episode 4, Episode 5, Epilogue（2017年）
- The Sky Crawlers（2017年）巻末に「『スカイ・クロラ』についての森博嗣氏インタビュー」を収録。

## 映画
『スカイ・クロラ The Sky Crawlers』のタイトルで、2008年8月2日にアニメーション映画化。監督は押井守で、2004年の『イノセンス』以来4年ぶりのアニメ作品。アニメーション制作はProduction I.G。戦争請負会社の日本人部隊で、戦闘機に乗って戦う若者の物語。
丸の内TOEI2、渋谷東急、新宿ミラノ他東急系にて公開された。日本テレビ開局55周年記念作品。ソニー・ピクチャーズが、アメリカ、カナダ、ラテンアメリカ、オーストラリア、ニュージーランド、オセアニアでも配給を予定している。
押井と親交の深い宮崎駿監督の『崖の上のポニョ』と時を同じくして公開されるのは鈴木敏夫が同時に公開しようと提案したため。鈴木は「かたや空、かたや海、時を同じくして似たようなのが出てくる。歩みは違ってもなんだかんだでずっと接点がある押井守との友情です」と語る。

### キャスト
- 草薙水素：菊地凛子
- 函南優一：加瀬亮
- 土岐野尚史：谷原章介
- 草薙瑞季：山口愛
- 湯田川亜伊豆 / 合原：平川大輔
- 篠田虚雪：竹若拓磨
- 山極麦朗：麦人
- 本田：大塚芳忠
- フーコ：安藤麻吹
- クスミ：兵藤まこ
- パイロット：下野紘、藤田圭宣、長谷川歩、杉山大
- 娼婦：水沢史絵、渡辺智美
- 整備員：望月健一
- バスガイド：西尾由佳理（日本テレビアナウンサー）
- ユリ：ひし美ゆり子
- マスター：竹中直人
- 笹倉永久：榊原良子
- 三ツ矢碧：栗山千明

### スタッフ
- 監督：押井守
- 原作：森博嗣
- 脚本：伊藤ちひろ
- 音楽：川井憲次
- 製作指揮：小杉善信、石川光久
- 製作：渡辺繁、小岩井宏悦、鈴木大三、平井文宏、西垣慎一郎、安永義郎、阿佐美弘恭、大月昇、鳥山輝、小松崎和夫
- 製作プロデューサー：奥田誠治、石川光久
- プロデューサー：石井朋彦
- 演出：西久保利彦
- 編集：植松淳一
- キャラクターデザイン・作画監督：西尾鉄也
- メカニックデザイン：竹内敦志
- 美術監督：永井一男
- レイアウト設定：渡部隆
- 色彩設定：遊佐久美子
- ビジュアルエフェクツ：江面久、齋藤瑛
- CGIスーパーバイザー：林弘幸
- CG制作：Polygon Pictures
- 音響監督：若林和弘
- サウンド・デザイン：トム・マイヤーズ（スカイウォーカー・サウンド）
- 脚本監修：行定勲
- 軍事監修：岡部いさく
- スペシャルサンクス：庵野秀明、中田英寿、広瀬隆一、北村道子、夏野剛、加藤信也
- ラインプロデューサー：川口徹
- アニメーション制作：プロダクション・アイジー
- 配給：ワーナー・ブラザース映画
- 製作：「スカイ・クロラ」製作委員会（日本テレビ放送網、プロダクション・アイジー、バンダイビジュアル、ワーナー・ブラザース映画、ディーライツ、バップ、読売テレビ放送、博報堂DYメディアパートナーズ、D.N.ドリームパートナーズ、読売新聞、中央公論新社、報知新聞、札幌テレビ放送、宮城テレビ放送、静岡第一テレビ、中京テレビ放送、広島テレビ放送、福岡放送）

### 製作
原作者の森には3年以上前からオファーがあり、押井は「僕が若い頃に読んでいた、J・D・サリンジャーの作品群を彷彿とさせる青春小説だった。『形骸化した戦争を背景にしたファンタジー』という点では、僕がやってきた事に近い」と称賛しながらも、「キャラクター一人だけの視点で物語を語る構成は、アニメーションでは技術的には可能でも、観客からは求められないし報われない」と考えていたが、飛行機が綺麗な空を飛び回る映像だけでも観たいという思いから映画化が決定した。押井に監督のオファーが来た経緯は原作者の森が好きな映画に（押井作品と知らずに）『アヴァロン』を挙げたことによる。押井は自分に可能な仕事かと疑問を抱いてオファーを一旦断ったが、少し考えて気が変わり監督を引き受けた。
GYAO!で配信された予告編映像は庵野秀明、樋口真嗣、行定勲がそれぞれ手がけた。

#### 脚本
「ヒーローでもなければ、悪党でもない、当たり前の男の子と女の子を等身大のままに書き切る」「人が生きて死ぬ。そういう時間の重みをストレートに感じさせる物語にしたい」ことをメインテーマとし、「今までの様な小難しい薀蓄を長々話し始める台詞は必要ではない」という判断から、押井は伊藤ちひろに脚本を依頼した。
脚本作業に入った当初、原作がシリーズ最終巻『スカイ・クロラ』（2001年）とシリーズ1巻『ナ・バ・テア』（2004年）の2冊までしか刊行されていなかったこともあり、映画では『スカイ・クロラ』と『ナ・バ・テア』の一部のエピソードを中心に描かれている。おおまかなストーリーや世界観は原作に準拠しているが、ラストも含めて原作と異なる設定も多い。細かな所では函南の下の名前が「ユーイチ」に変更されたり、笹倉が女性として描かれている。また前後に繰り返しの演出が見られる。

#### 配役
主要なキャラクターの声優は1人に対し、60-70人のオーディションを行っている。草薙水素の声も同様にオーディションを行ったが決め手を欠き、最後まで決まらなかったが、別件で監督が菊地凛子と対談し、オーディションの候補に入っていなかったが、その印象からその場で出演を打診した。また、三ツ矢碧の声は脚本段階から栗山千明を想定していた。

#### 演出手法
本作製作以前に培ってきた演出手法を封じ、『イノセンス』とはまったく違うシナリオ・演出法を持って、この映画を若者へ向けたエンターテインメント作品として作ろうと決意したという。
当初監督は交信中の英語の会話は、たどたどしい方がリアルだと考えていたが、声優が英語に堪能であるとわかり流暢な英語に変更されている。

#### 舞台
主人公達はどこか日本とよく似た国の出身で、作中では『讀賣新聞』などが登場する。実際に読売のスタッフがデータ製作した。また、『讀賣新聞』2008年7月30日付朝刊の折込「スカイ・クロラ新聞」に、実際の紙面として作中に登場している（架空の）新聞記事が掲載された。小説での舞台設定は日本（のような国）であるが、映画ではヨーロッパとして舞台設定し、アイルランドとポーランドでロケハンを行っている。

#### キャラクターデザイン
ノベルス版の挿絵では草薙水素はショートヘアーだが、監督の強い要望でおかっぱ頭に変更された。これについて監督はスタッフからの反論を覚悟しており、「風になびく髪で心情を表現する」などの演出的な理論武装をしていたとのこと。しかし理由は第一に「おかっぱが好きだから」である。基本的にキャラクターデザインは西尾鉄也がゼロから担当しているが、自身が担当した『NARUTO』の絵柄に酷似しており、一部観客からはそれを指摘され、本人も否定はしていない。

#### 音楽
エンディング曲は当初、川井憲次が手がけていたが、監督がイメージソングだった絢香の『今夜も星に抱かれて…』（映画の書き下ろし曲ではない）を映像と合わせて聴いたところ、より映画に力を与えると判断した為、そのまま主題歌として採用される。

### 作品解説
押井は「若い人に、生きることの意味を伝えたい」「本作が成功しなかったら辞めると語る」と語っている。

### 反響
劇中、少年少女の容貌を持った「キルドレ」であるキャラクターがタバコを吸う場面が複数存在する。これに関して、NPO法人の日本禁煙学会は制作関係会社に対する質問状を送付した。
森自身は、「自分の作品が器になっていて、中にぴっちり僕の作品が入っている。溢れてもいないし、少なくもない」と、本作をとても気に入っているという。

### 受賞
- 2008年9月、第65回ヴェネツィア国際映画祭コンペティション部門出品[33]。フューチャー・フィルム・フェスティバル・デジタル・アワード受賞[34]。
- 2008年10月、第41回シッチェス・カタロニア国際映画祭ファンタスティック長編映画コンペティション部門出品[35]。最優秀映画音楽賞・批評家連盟賞・ヤング審査員賞受賞。
- 2009年2月、第32回日本アカデミー賞優秀アニメーション作品賞[36][37]、第63回毎日映画コンクールアニメーション映画賞[38]、東京アニメアワード2009キャラクターデザイン賞（西尾鉄也）受賞。
- 第23回デジタルコンテンツグランプリ 優秀賞受賞[39]。

### DVD / Blu-ray
いずれも発売・販売元はバップ。

#### ナビゲートDVD
本編公開に先駆けて発売された。
- Countdown of The Sky Crawlers Count.3（1枚組・2008年3月19日発売）
  - 収録内容
    - ドキュメント「スカイ・クロラ 始動〜新生・押井守を追う〜」
    - 特報1、2
    - Special features
      - 「押井守・監督記者会見」

    - 隠し映像

  - 封入特典
    - 「スカイ・クロラ」企画書レプリカ
    - 「スカイ・クロラ」ティーザーポスターレプリカ
    - キャラクターデザイナー / 作画監督・西尾鉄也による「散香」キャラクターシール
- Countdown of The Sky Crawlers Count.2（1枚組・2008年5月21日発売）
  - 収録内容
    - ドキュメント「スカイ・クロラ 挑戦〜新生・押井守、走る〜」
    - 劇場予告編
    - Special features
      - 「押井守・インタビュー発言集」
      - 「押井守・サンフランシスコにて大いに語る」

    - 隠し映像

  - 封入特典
    - ロストック社・名刺
    - 宣伝用プレスレプリカ
    - キャラクターデザイナー / 作画監督・西尾鉄也による「函南優一」キャラクターシール
- Countdown of The Sky Crawlers Count.1 -Final-（1枚組・2008年7月2日発売）
  - 収録内容
    - ドキュメント&本編ナビゲート「スカイ・クロラ 誕生〜新生・押井守、進む〜」
    - 劇場予告編
    - Special features
      - 『天空人生鼎談』〜監督・押井守×脚本：伊藤ちひろ×脚本監修：行定勲〜
      - ヒーリング・オブ・「スカイ・クロラ The Sky Crawlers」

    - プロモーション
      - 映画「GHOST IN THE SHELL / 攻殻機動隊 2.0」劇場予告編
      - DVD「押井守 INTRODUCTION-BOX」
      - BD「攻殻機動隊 S.A.C.TRILOGY-BOX」
      - Wii専用ソフト「スカイ・クロラ イノセン・テイセス」

    - 隠し映像

  - 封入特典
    - キャラクターデザイナー作画監督・西尾鉄也による「草薙水素」キャラクターシール

  - 特製アウターケース付き

#### 本編
下記はいずれも2009年2月25日に発売された。
- スカイ・クロラ The Sky Crawlers DVD版（1枚組）
  - 映像特典
    - 劇場予告編
    - 押井守監督 重要証言映像集（本編後に収録）

  - 音声特典
    - オーディオコメンタリー（作画監督：西尾鉄也×美術監督：永井一男×プロデューサー：石井朋彦）

  - 封入特典
    - ブックレット「スカイ・クリエイターズ The Sky Creators」
    - 「スカイ・イクリプス」書き下ろし特注文庫カバー（押井守監督サイン付き）

  - アウターケース&デジパック仕様
- スカイ・クロラ The Sky Crawlers ブルーレイ通常版（1枚組）
  - 映像特典
    - 劇場予告編

  - キャラクターデザイナー / 作画監督・西尾鉄也による描き下ろしリバーシブルジャケット仕様
- スカイ・クロラ The Sky Crawlers ブルーレイ コレクターズ・エディション（4枚組、数量限定生産）
  - ディスク1：本編Blu-ray（通常版と同様）
  - ディスク2：特典DVD1
    - 本編ライカリール（制作途中の絵コンテやCG素材などで構成・再編集した本編）

  - ディスク3：特典DVD2
    - テイク・オフ〜映画「スカイ・クロラ The Sky Crawlers」完成後ドキュメント
      - プレミア試写会 in サンフランシスコ
      - 完成記念交流会
      - ジャパン・プレミア試写会 in 国際フォーラム
      - プロモーション
      - 対談 押井守×よしもとばなな
      - トークイベント 第1部 押井守が生まれ変わる日
      - トークイベント 第2部 対談 押井守×西尾鉄也
      - 対談 押井守×鈴木敏夫
      - 公開初日舞台挨拶 東京・名古屋・大阪 弾丸ツアー
      - 公開中スペシャルトークイベント 押井守×プロデューサー石井智彦1
      - 公開中スペシャルトークイベント 押井守×プロデューサー石井智彦2
      - ヴェネチア国際映画祭
      - ヴェネチア国際映画祭 正式上映

  - ディスク4：特典DVD3  
    - プロモーション・各種リール集
      - 「スッキリ!!・クロラ The Sukkiri Crawlers」
      - REMIX TRAILERS
      - 特報・劇場予告編・TVスポット集
      - カウントダウンDVD隠し映像在りどころ解説

  - 封入特典
    - スペシャル・フィギュア「押井守監修カラーリング“1/72 Scale 散香マークB bis”（押井監督監修別注37mm機関砲付）」
    - ブックレット「スカイ・サポーターズ The Sky Supporters」
    - 「スカイ・クロラ」脚本決定稿

  - 特典DVDは専用デジスタックに同梱、全アイテムを収納するゴールド・メタルボックス（押井監督自らデザイン）付き

## スッキリ!!・クロラ The Sukkiri Crawlers
NTV系『スッキリ!!』1分劇場『スッキリ・クロラ』(OA 2008.7.7~8.1)

### 概要
映画『スカイ・クロラ The Sky Crawlers』公開の宣伝として日本テレビ系列の情報番組『スッキリ!!』とコラボレートしたアニメーション作品。番組内の1分間、公開日前日まで放送された。
番組出演者の加藤浩次、テリー伊藤、葉山エレーヌを模したキャラクター達が映画の世界に迷い込み、世界観やキャラクターの紹介をするといったガイド的内容となっている。また、公開日までの日数と寺山修司や押井守などの格言が提示される。全話全てブルーレイ コレクターズ・エディションの特典DVD3に収録。

### キャスト
- 加藤：加藤浩次
- テリー：テリー伊藤
- 葉山：葉山エレーヌ
- 草薙：菊地凛子
- 優一：加瀬亮
- 土岐野：谷原章介
- 三ツ矢：栗山千明
- その他：岡口真人、水町舞子、神蔵 克

### スタッフ
- 監修：押井守
- 脚本：川崎良
- 絵コンテ・演出・作画：西尾鉄也
- 仕上げ：中田祐美子、泉津井陽一
- 撮影：泉津井陽一
- 編集：奥野英俊
- 制作進行：安達悠子、崔
- 音響：西村了
- 音響助手：菊間潤子
- 効果：金子寛史
- 整音：和田修
- 協力：秋山健一、小岩井佑樹、竹内敦志、石井朋彦、川口徹、飯島幸子
- プロデューサー：黒澤亘
- ポストプロダクション：日テレアックスオン
- アニメーション制作：Production I.G
- 製作：『スッキリ!!』×バップ×『スカイ・クロラ』製作委員会

## ゲーム
『スカイ・クロラ イノセン・テイセス』とは、原作や映画版『スカイ・クロラ The Sky Crawlers』とは違った視点から描かれたWii用フライトシューティングゲームである。キャッチコピーは『僕の手がトリガを引く。そして、僕は空を舞う。』。開発はエースコンバットシリーズ開発チームであるPROJECT ACESが担当する。ゲームプレイヤーのターゲットとしては押井自身が言っているように若い頃から戦闘機にあこがれていて、最近ではゲームをしなくなった中年層。
当ゲームに採用された独特のシステムとしては、ボタン1つで簡単に敵の背後に付くことが出来るTMC（タクティカル・マヌーヴァ・コマンド）、2P専用の照準が表示されて戦闘のアシストが出来る2Pアシスト等が搭載されている。
月刊コミックブレイド2008年11月号よりゲーム版を元にしたコミックが上地優歩により連載。全2巻。ISBN 978-4861276255, 978-4861276781。

### 登場人物（ゲーム）
リンクス/チータ
本作の主人公でプレイヤーキャラとして登場する『大人』の男性パイロット。本名は不明。ロストック社の葉離友(ハリユ)基地に配属した際のコールサインは「リンクス」だったが、ヤマサキ戦死後の後任としてクーガ隊、後にチータ隊の隊長を務めてからは「チータ」に変わる。搭乗機体の尾翼に黒猫のマークがついている。
織科 真海（オリシナ マウミ）
リンクスの次に新たに配属されたキルドレの新人パイロットの少女。一人称は「僕」。コールサインは「カイリ」。数々の作戦を通じて空戦の楽しさに魅了され、自分が輝ける場所を空に見出すようになる。使用機体は「清影」、後に「散香マーク2」。
戒田 正躬（カイダ マサミ）
クーガ隊の隊員である『大人』の若手男性パイロット。コールサインは「クロスボウ」。リンクスとは訓練生時代からの親友。ロストックのエースであるヤマサキを尊敬しており、彼に追い付くために日々腕を磨いている。仲間思いなところもあり、撃墜された仲間を弱い者と見下すウクモリに怒りを買ってしまうことも少なくない。使用機体は赤いラインが描かれた「翠芽」。
鵜久森 洸（ウクモリ コウ）
オリシナと一緒に配属するキルドレの天才パイロット。コールサインは「スプライト」。映画版に登場するユダガワと容姿が似ており、真っ白な髪の毛が特徴。「ショーとしての戦争」を徹底した合理的視野から捉えている。強さを求める傾向があり、弱い者に対して見下す場面が多い。そのためカイダから怒りを買うことになることも少なくない。使用機体は「逸波」。
物集 遠近（モズメ トホチカ）
ロストック社の情報部次席情報部長。キルドレに関わる「プロジェクト」の最高責任者であり、オリシナ達キルドレをクーガ隊に配属させる。
山先 六鹿（ヤマサキ ムツガ）
ロストック社のエース部隊「クーガ」隊の隊長であるエースパイロット。コールサインは「クーガ」。僚機を一機も失わずに帰還することを信念としており、多くのパイロットの憧れ的存在である。切岐(キリキ)での戦闘で数機の僚機を失った後にキルドレの存在を知る。椰浦(ヤウラ)での空中戦後、オリシナとウクモリにキルドレであるかを問う。しかし直後に増援してきたラウテルン社のチューリップに奇襲を受け被弾、椰浦中央にある古城に墜落し戦死した。彼の死はリンクス達に大きな影響を与えた。使用機体は黄色いラインが描かれた「翠芽」。
萱場（カヤバ）
葉離友基地の基地司令官。
アオザサ
クーガ隊の隊員。コールサインは「ジャックポット」。作戦中通信で時々実名で呼んでしまう癖がある。一方で作戦中に余計なことは考えない主義でもある。使用機体は「翠芽」。
バン
クーガ隊の隊員。コールサインは「キャスリング」。戦況解析を得意とする。アオザサとはよくギャンブルする仲。切岐(キリキ)工業プラント奪取作戦で激しい対空砲火に遭い撃墜された。使用機体は「翠芽」。
ダイバ
クーガ隊の隊員。使用機体は「翠芽」。
イシトビ
オリシナと共にクーガ隊に配属されたキルドレのパイロット。コールサインは「スカルヘッド」。坊主頭が特徴。天才パイロットであるウクモリに憧れており、常に彼を慕っている。使用機体は「清影」、後に「消宮」。
ロクロウ
オリシナと共にクーガ隊に配属されたキルドレのパイロット。眼鏡が特徴。切岐工業プラント奪取作戦で増援してきた敵機に追いかけられるところをヤマサキに助けられるが、直後に対空砲の攻撃を受け撃墜された。使用機体は「清影」。
ワタリ
切岐での戦闘後にクーガ隊に配属されたキルドレのパイロット。容姿と性格が戦死したロクロウとほぼそっくりになっている。使用機体は「清影」、後に「消宮」。
ハガミ
オリシナと共にクーガ隊に配属されたキルドレのパイロット。熱血漢のある性格。切岐工業プラント奪取作戦で激しい対空砲火に遭い撃墜された。使用機体は「清影」。
ヒロト
切岐での戦闘後にクーガ隊に配属されたキルドレのパイロット。コールサインは「ブレイクショット」。容姿と性格が戦死したハガミとほぼそっくりになっている。使用機体は「清影」、後に「消宮」。
フルムラ
ウルフラム戦後にチータ隊に配属されたキルドレのパイロット。容姿と性格が戦死したハガミやヒロトとほぼそっくりになっている。使用機体は「消宮」。
ニーヤ
淑気帽山(シキボザン)要塞攻略後にチータ隊に配属されたキルドレのパイロット。コールサインは「パスカル」。使用機体は「消宮」。
ウシオ
椰浦空中戦後に異動したカヤバの後任となる葉離友基地の司令官。モズメの部下でもある。

### 登場兵器（ゲーム）

#### ロストック機（ゲーム）
散香（サンカ）
翠芽（スイガ）
泉流（センリュウ）
清影（セイエイ）
イノセン・テイセスのみ登場。プッシュプル方式の串型攻撃機。様々な武装に換装することで対空、対地、対艦攻撃とあらゆる作戦に対処できる。
逸波（イツハ）
イノセン・テイセスのみ登場。プッシャタイプの戦闘機。垂直尾翼が存在するなど散香と別系統の設計。散香以上の機動性を持つが挙動は不安定。そのためか散香に比べて生産数は少なく、一部キルドレの専用機として運用されたのみであった。
消宮（ショウグウ）
イノセン・テイセスのみ登場。空冷式エンジンを搭載した牽引式の戦闘機。軽量で機動性が高く、推進方式こそ違うものの散香と似通った設計思想の機体。
ウルフラム
イノセン・テイセスのみ登場。飛行船型空中要塞で、光投射式照準装置を搭載した主砲の火力で戦場を制圧する戦略兵器。多数の対空砲と対空機雷によって自ら敵戦闘機の迎撃が可能である。「鉄風船」とあだ名される非常に強固な装甲は戦闘機の機銃程度では損害を受けない。
トーラント
イノセン・テイセスのみ登場。三尾翼の推進式四発飛行艇。

#### ラウテルン機（ゲーム）
スカイリィ
フォーチュン
フィジョン
イノセン・テイセスのみ登場。双胴でプッシュプル方式の戦闘機。安定性が高く扱いやすいためラウテルン軍の主力戦闘機として多数配備される。
インシデント
イノセン・テイセスのみ登場。双発双胴で牽引式の戦闘機。最高速度と安定性を重視した設計で全ての速度域で安定した挙動を見せる。
バイス
イノセン・テイセスのみ登場。双発牽引式で、H型尾翼の戦闘機。機首に装備された5門の機銃により高火力を実現しており対地攻撃も得意としている。
チューリップ
イノセン・テイセスのみ登場。液冷単発エンジンで牽引式の戦闘機。ラウテルンでは珍しく軽量で運動性を重視した設計となっている。

### キャスト
- 織科真海（オリシナ・マウミ）：工藤晴香
- 戒田正躬（カイダ・マサミ）：新垣樽助
- 鵜久森洸（ウクモリ・コウ）：小野賢章
- 物集遠近（モズメ・トホチカ）：前田剛
- 山先六鹿（ヤマサキ・ムツガ）：てらそままさき
- 萱場（カヤバ）：大林隆介
- アオザサ：園部好德
- バン：石上裕一
- ダイバ：櫛田泰道
- イシトビ：熊谷健吾
- ロクロウ：藤本竜輔
- ハガミ：内山昂輝
- ニーヤ：安達直人
- ウシオ：バロン山崎

### スタッフ
- プロデューサ：内山大輔
- 特別監修：森博嗣、押井守
- ディレクタ：加藤正規
- アートディレクタ：和田太一
- サウンドディレクタ：高田龍一
- アニメーション監督：羽原信義
- ゲーム制作：アクセスゲームズ
- ミュージック制作：モナカ
- アニメーション制作：XEBEC

## コミック
『スカイクロラ イノセン・テイセス（Innocent Aces）』とは、Wii用フライトシューティングゲーム「スカイクロラ イノセン・テイセス」内における、オリシナマウミがラウテルン社への転属後の生活を描く。著者は上地優歩。構成協力はあやめぐむ。話数は全12話。スカイクロラシリーズではロストック社でのストーリーが主だったのに対し、今作はラウテルン社が主体となっている。

### ストーリー
契約戦闘企業であるロストック社から競合企業のラウテルン社へ転属したオリシナ。彼女はラウテルン社の嘉非流（カヒル）基地へ配属された。配属初日早々同僚のタカハシとぶつかるオリシナだったが、初任務で不慣れな双発戦闘機（機種不明）を自在に操り、8機撃墜というハイスコアを出す。任務をこなす中、当初はオリシナを認めていなかったタカハシや周りのパイロットたちもその実力を徐々に認め始め、オリシナ自身も同僚に対して心を開き始める。そんな中、偵察任務中に別の部隊から緊急の無線連絡が入るー。

### 登場人物
織科 真海（オリシナ マウミ）
本作の主人公で、ロストック社から競合企業であるラウテルン社に転属したパイロットの少女。一人称は「僕」。階級は「中尉」。数々の作戦を通じて空戦の楽しさに魅了され、自分が輝ける場所を空に見出すようになる。空を飛ぶこと以外には興味を示さず、その態度から部隊の人間と度々衝突する。初日の空戦で小隊のリーダーが撃墜されたため、帰還後に小隊のリーダーに抜擢される。コールサインは「カイリ（KYLIE）」。
高嘴 永侍（タカハシ エイジ）
ラウテルン社、嘉非流（カヒル）基地に所属するパイロット。強気な性格でオリシナの配属初日から彼女と衝突する。空戦においても強引な戦い方だが上手いと賞されている。階級は「中尉」。コールサインは「トゥーアップ（TWO UP）」。
雛木 真（ヒナギ シン）
ラウテルン社、嘉非流（カヒル）基地に所属するパイロット。階級は「少尉」。人一倍お人好しで律儀な性格であり、オリシナとタカハシの衝突時にはよく間を持つ。操縦や空戦の腕前に関してはお世辞にも一流とは言い難く、危なっかしい場面も見受けられる。嘉非流基地が初めての赴任地であり、当時タカハシが小隊のリーダーであったため、ヒナギのコールサインは彼が付与した。コールサインは「ポップコーン（POPCORN）」。
鶴保 縁久（ツルホ ヨリヒサ）
ラウテルン社、嘉非流（カヒル）基地に所属するパイロット。嘉非流基地ではエースパイロットに分類されるほどの腕前の持ち主である。階級は「大尉」。信心深い性格であり、戦死してパライソへ行くことに意味を見出そうとする。部屋でオウムを飼っている。オリシナがロストック社に在籍しているときに、彼女との交戦経験がある。オリシナの「ある秘密」を知っている。コールサインは「メテオラ（METEORA）」。
スノエダ
ラウテルン社、嘉非流（カヒル）基地に所属する使用人の女性。パイロットたちの身の回りの掃除や洗濯を担当する。人当たりがいい性格で、ヒナギと仲が良い。